# Авис, Жак Филипп
Жак Филипп Авис (фр. Jacques Philippe Avice; 1759, Париж — 1835, Париж) — бригадный генерал французской армии в период Революции и Первой империи.

## Биография

### Начало карьеры
Жак Филипп Авис поступил на службу солдатом в 11-й драгунский полк 18 января 1779 года и служил там до 12 июня 1783 года, когда перешёл в качестве кормчего в военный дом графа Д’Артуа. 20 мая 1787 года он вернулся в качестве лейтенанта жандармерии во французскую армию 20 ноября 1791 года. Назначенный капитаном 71-го пехотного полка 29 февраля 1792 года, он 9 октября перешёл в 12-й драгунский полк и в этом году и первые шесть месяцев следующего года выступил в поход на Северную армию. 10 марта 1793 года назначен первым подполковником в 9-й гусарский полк (8-й того же орудия), 26 июня назначен бригадиром 11-го гусарского полка, ныне 29-го драгунского полка, и ведёт войны II и III годов в Рейнской армии.

### Рейнской армии
В тот самый день, когда он прибыл в эту армию, он начал блестящую акцию при возобновлении виссембургских линий. Дважды мы безуспешно пытались снять берхемские редуты, занятые неприятелем. Авис, возглавляя свой полк, с большой силой нёс их, и в грузе, который он произвёл против эмигрантов, значительно превосходивших их числом, он опрокинул их, убил много людей и загнал в леса Агенау. Сам главный генерал приходит, чтобы показать своё удовлетворение полку, и сам даёт награды на поле боя храбрецам, назначенным ему полковником. Во время отступления генерала Моро он командовал всей кавалерией, которая могла быть собрана для обороны Келя. У него под фортом Кель под ним две раненые лошади, а сам он получает удар саблей.

### В Италии
Призванный в армию Италии, он участвовал в походах VIII и IX годов и командовал кавалерией правого крыла. В 4-м году IX при переходе Минчо к концу дня остался только он и 4 офицера полка в боевом состоянии, все остальные были убиты, ранены или взяты в плен. В последующие дни он стал хозяином Вероны и оставался там до прибытия французской дивизии. Гарнизон в разных местах Италии, с X по XIII год, создан членом Почётного легиона 19-го брата Ан XII, а орденским офицером-25-го прерии.
С XIV по 1809 год воевал в Италии, Неаполе, Калабрии и Германии. В 1807 году он получил приказ оставить Драгунскую дивизию для поддержки дивизии Молитора, и только благодаря неоднократным усилиям и энергичным нагрузкам ему удалось не допустить, чтобы эта дивизия была захвачена вражеской кавалерией. За заслуги в этом походе он был награждён Рыцарским Крестом Ордена Железной короны, который был награждён 28 декабря 1807 года. 24 октября того же года он получил от короля Мюрата украшение Королевского ордена Обеих Сицилий. В 1809 году в Италии вместе с 28-м драгунским полком полковник Авис и его полк совершают заряд против Савойского драгунского полка, который поддерживает 14-ю батарею, полностью разгромил её и захватил части. Эта акция во второй раз стоит этому старшему офицеру, и, вероятно, по ошибке 1, Рыцарского креста Железной короны (императорский указ от 14 июня 1809 года).

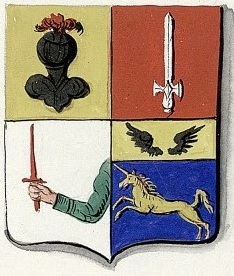
Герб Жака Филиппа Ависа.

Авис (Jacques-Philippe Avice) Жак-Филлип (1759—1835) — барон Империи (12 ноября 1809 года), дивизионный генерал (23 августа 1813 года). Родился 27 ноября 1759 года в Париже (Paris), 18 января 1779 года в возрасте 19 лет поступил на военную службу солдатом 11-го драгунского полка (11e Regiment de dragons), 12 июня 1783 года определён фурьером (fourrier) в Военный дом графа д’Артуа (Maison militaire du Comte d,Artois), 20 ноября 1791 года — лейтенант жандармерии (Gendarmerie), 29 февраля 1792 года переведён в 71-й пехотный полк (71e Regiment d, infanterie) с производством в капитаны. 9 октября 1792 года — капитан 12-го драгунского полка (12e Regiment de dragons) в составе Северной Армии (Armee du Nord), 10 марта 1793 года — подполковник 9-го гусарского полка (9e Regiment de hussards), 26 июня 1793 года — шеф бригады, командир 11-го гусарского полка (11e Regiment de hussards), переформированного 24 октября 1803 года в 29-й драгунский полк (29e Regiment de dragons), а в 1811 году в 6-й полк шеволежёров-улан (6e Regiment de chevaulegers-lanciers). Участвовал в кампаниях 1794—1795 годов в рядах Рейнской Армии (Armee du Rhin), отличился при захвате редутов Берхем (Redoutes de Berchem) на линиях Виссембурга (Lignes de Wissembourg), в 1796 году переведён в Западную армию (Armee de l’Ouest), но уже в начале 1797 года вернулся в Рейнскую Армию — в ходе отступления генерала Моро командовал всей кавалерией арьергарда и при обороне Келя (Kehl) был ранен двумя сабельными ударами, 27 декабря 1797 года вышел в отставку. 4 декабря 1799 года возвратился к активной службе с назначением в Итальянскую армию (Armee d’Italie), отличился при переходе через Минчио (Mincio) и при взятии Вероны (Verone), с 24 октября 1803 года командовал 29-м драгунским полком, участвовал в кампаниях 1805—1809 годов, сражался при Сан-Мишеле (San-Michele), Кальдиеро (Caldiero), Бренте (Brenta), Сан-Пьетро (San-Pietro), Пиаве (La Piave), Лайбахе (Laybach), Раабе (Raab) и Ваграме (Wagram). 6 августа 1811 года — бригадный генерал, 30 ноября 1811 года — комендант департамента Арьеж. 29 февраля 1812 года возглавил кавалерию резервной дивизии генерала Траво (Jean-Pierre Travot) (1767—1836) в Пиренейской армии (Armee des Pyrenees), с 28 марта 1813 года командовал 2-й бригадой 4-й дивизии тяжёлой кавалерии III-го кавалерийского корпуса, принимал участие в Саксонской кампании, 23 августа 1813 года — дивизионный генерал, в сентябре того же года возвратился во Францию вследствие болезни. 19 января 1814 года — командующий департамента Уаза, 9 июня 1815 года вышел в отставку.
Умер 26 ноября 1835 года в Париже в возрасте 75 лет, похоронен на кладбище Пер-Лашез.

## Награды
- Шевалье ордена Почётного легиона (10 декабря 1804 года),
- Офицер ордена Почётного легиона (14 июня 1805 года),
- Командор ордена Почётного легиона (23 августа 1814 года),
- Шевалье ордена Железной короны (28 декабря 1807 года),
- Шевалье ордена Обеих Сицилий (24 октября 1807 года),
- Шевалье ордена Святого Людовика (20 августа 1814 года).